# Cour d'assises des mineurs
En France, la Cour d'assises pour mineurs est une juridiction dont l'objet est de juger les crimes commis par certains mineurs, âgés de 16 à 18 ans lors de la commission des faits.
Le jury répond à deux questions : la première est de savoir s'il y a lieu à une condamnation pénale et la deuxième est de savoir si la peine doit être diminuée de moitié en raison de la minorité de l'accusé.
La Loi du 23 janvier 2006 relative à la lutte contre le terrorisme a créé une Cour d'assises spéciale pour les mineurs en matière de terrorisme. Comme en matière de terrorisme, il n'y a pas de jury populaire. Le souhait était d'adapter la réponse pénale.